# Nectophrynoides laticeps
Nectophrynoides laticeps es una especie de anfibios de la familia Bufonidae.
Es endémica de las montañas Ukaguru de Tanzania. Es una especie ovovivípara, es decir, los huevos permanecen dentro del cuerpo de la hembra hasta que eclosionan.